# 瑞·西爾韋拉
瑞·西爾韋拉（Rui Silveira，1990年2月21日—），是一名出生於葡萄牙法亞爾島的帆船運動員，曾在2014年世界帆船錦標賽單人小艇雷射型項目上獲得第40名的成績。

## 外部連結
- Rui Silveira的Facebook專頁
- Rui Silveira （页面存档备份，存于） - ISAF